# Zmarli w czerwcu 2014

## Czerwiec 2014
- 30 czerwca
  - Bob Hastings – amerykański aktor[1]
  - Kazimierz Kozub – polski polityk, poseł na Sejm PRL IX kadencji[2]
  - Gianni Lancia – włoski inżynier samochodowy, przemysłowiec, entuzjasta wyścigów, producent samochodów Lancia[3]
  - Paul Mazursky – amerykański reżyser, aktor, scenarzysta i producent filmowy[4]
  - Alina Myrcha – polski biolog, ekofizjolog, profesor nauk przyrodniczych, wykładowca akademicki[5]
  - Frank M. Robinson(inne języki) – amerykański pisarz science fiction[6]
- 29 czerwca
  - Bogdan Baranowski – polski chemik, prof. dr hab., członek rzeczywisty PAN[7]
  - Paul Horn – amerykański flecista jazzowy[8]
  - Iwan Kałymon – ukraiński zbrodniarz wojenny z okresu II wojny światowej, funkcjonariusz ukraińskiej policji pomocniczej działającej w kolaboracji z niemieckimi nazistami[9]
  - Raivo Peetsman – estoński motorowodniak[10]
- 28 czerwca
  - Seymour Barab – amerykański wiolonczelista, kompozytor, organista i pianista[11]
  - Jerzy Puciata – polski malarz[12]
  - Meshach Taylor – amerykański aktor[13]
- 27 czerwca
  - Leslie Manigat – haitański polityk, prezydent Haiti w roku 1988[14]
  - Bernard Popp – amerykański duchowny katolicki, biskup San Antonio[15]
  - Rachid Solh – libański polityk, premier Libanu w latach 1974–1975, 1992[16]
  - Bobby Womack – amerykański piosenkarz[17]
- 26 czerwca
  - Howard Baker – amerykański polityk i dyplomata, senator, republikanin[18]
  - Zbigniew Pieczykolan – polski malarz, grafik, profesor Akademii Sztuk Pięknych w Katowicach[19]
  - Iwan Pluszcz – ukraiński ekonomista, polityk[20]
  - Mary Rodgers – amerykańska kompozytorka musicalowa, autorka książek dla dzieci[21]
  - Julius Rudel – amerykański dyrygent pochodzenia austriackiego[22]
  - Remigiusz Jan Szczerbakiewicz – polski motocyklista, wielokrotny mistrz świata[23]
  - Moacyr José Vitti – brazylijski duchowny katolicki, arcybiskup Kurytyby[24]
- 25 czerwca
  - John Fantham – angielski piłkarz[25]
  - Ana María Matute – hiszpańska pisarka[26]
- 24 czerwca
  - Bolesław Stolarski – polski specjalista w zakresie techniki samochodowej, prof. dr hab. inż.[27]
  - Eli Wallach – amerykański aktor[28]
- 23 czerwca
  - Jagoda Adamus – polska malarka, profesor sztuk plastycznych[29]
  - Małgorzata Braunek – polska aktorka[30]
  - Emil Kołodziej – polski działacz ruchu ludowego, poseł na Sejm PRL, minister przemysłu spożywczego i skupu w latach 1971-1980, członek Rady Państwa w latach 1980-1985[31]
  - Magnus Wassén – szwedzki żeglarz, medalista olimpijski[32]
- 22 czerwca
  - Teenie Hodges – amerykański gitarzysta soulowy[33]
  - Grzegorz Knapp – polski żużlowiec[34]
  - Steve Rossi – amerykański aktor komediowy[35]
- 21 czerwca
  - Walter Kieber – polityk księstwa Liechtenstein, premier w latach 1974-1978[36]
  - Roman Laskowski – polski językoznawca; slawista, polonista, działacz NSZZ „Solidarność”[37]
  - Bruno Zumino – włoski fizyk teoretyczny[38]
- 20 czerwca
  - Oberdan Catani – brazylijski piłkarz[39]
  - Nev Cottrell – australijski rugbysta[40]
  - Zbigniew Głowaty – polski kolarz[41]
  - Florica Lavric – rumuńska wioślarka[42]
  - Jaroslav Walter – czeski hokeista[43]
- 19 czerwca
  - Gerry Goffin – amerykański autor tekstów piosenek[44]
  - Edoardo Speranza – włoski polityk i prawnik, deputowany krajowy i europejski[45]
  - Ibrahim Touré – iworyjski piłkarz[46]
- 18 czerwca
  - Stephanie Kwolek – amerykańska chemiczka polskiego pochodzenia[47]
  - Johnny Mann – amerykański piosenkarz[48]
  - Bartłomiej Miczulski – polski agrotechnik, prof. zw. dr hab. nauk rolniczych[49]
  - Horace Silver – amerykański pianista jazzowy, kompozytor[50]
- 17 czerwca
  - Patsy Byrne – angielska aktorka[51]
  - Izydor Dziubiński – polski matematyk, prof. dr hab., specjalista w zakresie analizy zespolonej i równań różniczkowych[52]
- 16 czerwca
  - Tony Gwynn – amerykański baseballista[53]
  - Grzegorz Krzyżanowski – polski przedsiębiorca, motoparalotniarz, mistrz świata[54]
- 15 czerwca
  - Andriej Charłow – rosyjski szachista[55]
  - Andrzej Hudziak – polski aktor[56]
  - Casey Kasem – amerykański aktor i radiowiec[57]
  - Daniel Keyes – amerykański pisarz[58]
  - Marek Niemiałtowski – polski naukowiec, specjalista w zakresie immunologii i mikrobiologii[59]
- 14 czerwca
  - Sam Kelly – brytyjski aktor[60]
  - Francis Matthews – angielski aktor[61]
  - Ireneusz Stolarczyk – polski lekarz i samorządowiec, radny sejmiku lubelskiego (2006–2014)[62]
  - Viliami Tupoulahi Mailefihi Tukuʻaho – tongański polityk i działacz sportowy, członek rodziny królewskiej[63]
  - Ultra Violet – francusko-amerykańska artystka, pisarka i jedna z muz Andy'ego Warhola[64]
- 13 czerwca
  - Gyula Grosics – węgierski piłkarz i trener piłkarski[65]
  - Chuck Noll – amerykański futbolista, trener[66]
  - António da Silva Cardoso – portugalski generał, gubernator Angoli (1975)[67]
- 12 czerwca
  - Carla Laemmle – amerykańska aktorka[68]
  - Tadeusz Salwa – polski samorządowiec, prezydent Krakowa i wojewoda krakowski (1982–1990)[69]
  - Jimmy Scott – amerykański wokalista jazzowy[70]
- 11 czerwca
  - Edmund Bruggmann – szwajcarski narciarz alpejski[71]
  - Ruby Dee – amerykańska aktorka[72]
  - Rafael Frühbeck de Burgos – hiszpański dyrygent i kompozytor[73]
  - Tadeusz Kamiński – polski specjalista w zakresie ekonomii i zarządzania, prof. dr hab.[74]
- 10 czerwca
  - Gary Gilmour – australijski krykiecista[75]
  - Leopold Głuski – polski działacz podziemia niepodległościowego w czasie II wojny światowej, kawaler Orderu Wojennego Virtuti Militari[76]
  - Zbigniew Papierowski – polski lekarz, prof. dr hab. nauk medycznych[77]
  - Henryk Strzelecki – polski działacz kombatancki, poseł na Sejm I Kadencji[78]
  - Filip Trzaska – polski księgarz, wydawca, poligrafik[79]
- 9 czerwca
  - Bernard Agré – iworyjski duchowny katolicki, kardynał prezbiter, arcybiskup Abidżanu w latach 1994-2006[80]
  - Kim Heungsou – koreański malarz[81]
  - Rik Mayall – angielski komik i aktor[82]
  - Bob Welch – amerykański baseballista[83]
- 8 czerwca
  - Włodzimierz Chmielewski – polski wioślarz, olimpijczyk z Montrealu (1976)[84]
  - Aleksander Imich – amerykański chemik i parapsycholog, superstulatek pochodzenia polskiego[85]
  - Katsura – japoński książę, kuzyn cesarza Akihito[86]
- 7 czerwca
  - Alan Douglas – amerykański producent muzyczny, właściciel wytwórni Douglas Records[87]
  - Fernandão – brazylijski piłkarz i trener piłkarski[88]
  - Elżbieta Fijałkowska – polska alpinistka i taterniczka, instruktorka[89]
  - Jacques Herlin – francuski aktor[90]
  - Juan María Leonardi Villasmil – wenezuelski duchowny katolicki, biskup Punto Fijo w latach 1997-2014[91]
  - Beniamin Przeździęk – polski klarnecista, profesor, pedagog[92]
  - Barbara Stanosz – polska filozof, logik, tłumaczka, publicystka, profesor[93]
- 6 czerwca
  - Włodzimierz Całka – polski samorządowiec, społecznik, burmistrz warszawskiej dzielnicy Bemowo w latach 2002–2006[94]
  - Lee Hyla – amerykański kompozytor muzyki klasycznej[95]
  - Teresa Kruszewska – polska architektka wnętrz, projektantka mebli, pedagog[96]
  - Carlos Montes – hiszpański koszykarz[97]
  - Andrzej Werner – polski pływak i trener pływacki[98]
- 5 czerwca
  - Robert Kuwałek – polski historyk[99]
  - Johnny Leach – angielski tenisista stołowy[100]
  - Jean Walter – belgijski piosenkarz[101]
- 4 czerwca
  - Joseph Befe Ateba – kameruński duchowny katolicki, biskup Kribi w latach 2008-2014[102]
  - Maciej Łukaszczyk – polski pianista, profesor, założyciel i prezes Towarzystwa Chopinowskiego w RFN[103]
  - Bogdan Mirowski – polski artysta, jubiler, twórca statuetki Bursztynowego Słowika[104]
  - Doc Neeson – australijski basista i wokalista rockowy[105]
  - Chester Nez – amerykański szyfrant, weteran II wojny światowej, ostatni z 29 członków plemienia Navajo[106]
  - Walter Winkler – polski piłkarz i trener piłkarski[107]
  - Don Zimmer – amerykański baseballista, trener[108]
- 3 czerwca
  - Swiatosław Bełza – rosyjski krytyk literacki i muzyczny, publicysta, muzykolog[109]
  - Roy Goodman – amerykański polityk, senator, republikanin[110]
  - Steve King – amerykański muzyk, producent muzyczny, inżynier dźwięku[111]
  - Virginia Luque – argentyńska aktorka i piosenkarka[112]
  - Gopinath Munde – indyjski polityk, minister Rozwoju Obszarów Wiejskich Indii w 2014[113]
  - Adam Urbanek – polski biolog ewolucyjny i paleontolog[114]
- 2 czerwca
  - Nikołaj Chrienkow – rosyjski bobsleista, olimpijczyk[115]
  - Giennadij Gusarow – rosyjski piłkarz i trener piłkarski[116]
  - Andrzej Krzywicki – polski fizyk[117]
  - Duraisamy Simon Lourdusamy – indyjski duchowny katolicki, kardynał[118]
  - Alexander Shulgin – amerykański chemik i farmakolog pochodzenia rosyjskiego[119]
  - Bogusław Sosnowski – polski ekonomista, prezes Widzewa Łódź w latach 2007-2008[120]
  - Phạm Huỳnh Tam Lang – wietnamski piłkarz i trener piłkarski[121]
- 1 czerwca
  - Ivica Brzić – serbski piłkarz i trener piłkarski[122]
  - Marinho Chagas – brazylijski piłkarz[123]
  - Ann B. Davis – amerykańska aktorka[124]
  - Brian Farmer – angielski piłkarz[125]
  - Heinrich Fasching – austriacki duchowny katolicki, biskup pomocniczy St. Pölten w latach 1993-2004[126]
  - Karlheinz Hackl – austriacki aktor, reżyser teatralny[127]
  - Sedat Karaoğlu – turecki piłkarz[128]
  - Jay Lake – amerykański pisarz[129]
  - Felix Mandre – estoński dyrygent i pianista[130]
  - Wałentyn Mankin – ukraiński żeglarz sportowy, trzykrotny mistrz olimpijski, reprezentant Związku Radzieckiego[131]
  - Antonio Rada – kolumbijski piłkarz[132]
  - Luciano Radi – włoski polityk, pisarz i ekonomista, wieloletni deputowany, minister ds. relacji z parlamentem (1981–1982)[133]
  - Kurt Weidmann – niemiecki polityk[134]
  - Hugo White – brytyjski admirał, gubernator Gibraltaru (1995–1997)[135]